# Cophixalus cryptotympanum
Espèce
Statut de conservation UICN

 DD  : Données insuffisantes
Cophixalus cryptotympanum est une espèce d'amphibiens de la famille des Microhylidae.

## Répartition
Cette espèce est endémique de la Papouasie-Nouvelle-Guinée. Elle se rencontre du centre vers l'Est de l'île.

## Publication originale
- Zweifel, 1956 : Microhylid frogs from New Guinea, with descriptions of new species. American Museum novitates, no 1766, p. 1-49 (texte intégral).